# いとの森の家
『いとの森の家』（いとのもりのいえ）は、東直子による長編小説。2014年10月28日にポプラ社より刊行、2017年4月5日にポプラ文庫より文庫化された。第31回（2015年）坪田譲治文学賞受賞作。
小学4年から5年の約1年間を現在の福岡県糸島市で過ごし「宝物のような時間だった」と語る著者が自身の実体験をもとに、米国帰りで森の家に1人で暮らしつつ死刑囚の慰問を続けて「死刑囚の母」と呼ばれた実在の女性をモデルに、10歳前後の子どもたちと老婦人との交流を描く。
NHK福岡放送局の製作により福岡発地域ドラマとして2015年にテレビドラマ化された。

## あらすじ
福岡市内の団地で暮らしていた小学4年生の加奈子は、父の突然の決断により、郊外の糸島半島の丘の上に建つ一戸建てに引っ越して生活することとなる。都会との差異に当惑しつつも、まもなく楽しい遊びを教えてくれる友達もできて、自然の恵みあふれる田舎の生活に徐々に親しんでいく。
童話に登場するような森の家に暮らしいつもおいしいジャムやクッキーを振る舞ってくれるおばあさん・おハルさんは子どもたちの人気者で、加奈子にとっても特別な存在となるが、毎月行っている死刑囚への慰問がもとで大人たちの中にはおハルさんを疎んじる人がいることを知る。「なぜおハルさんは、死刑になるような人に会いに行くの？」と素朴な疑問を抱いた加奈子は、おハルさんからいろいろな話を聞くようになり、命の重みや死、生きていくことについて考えることで精神的な成長を遂げてゆく。

## 書誌情報
- いとの森の家（2014年10月28日、ポプラ社、ISBN 978-4-591-14207-3）
- いとの森の家（2016年6月18日、ポプラ社 teens' best selections、ISBN 978-4-591-15052-8）
- いとの森の家（2017年4月5日、ポプラ文庫、ISBN 978-4-591-15434-2）

## テレビドラマ
NHK福岡放送局が毎年製作する福岡発地域ドラマの第13作目としてテレビドラマ化され、NHK総合（九州・沖縄地方）にて2015年12月4日と12月11日の20時から20時43分に放送、またNHK BSプレミアムにて12月26日と12月27日の11時から11時45分に全国放送された。全2回（前後編）。
NHK総合（全国）にて2016年2月21日と2月28日の15時5分から15時50分に再放送された。

### キャスト

#### 現在
- 加奈子〈45〉 - 永作博美
- 咲子〈45〉 - 渡辺真起子
- 永原院長 - 品川徹
- 渡辺記者 - 須田邦裕

#### 過去（35年前）
- カナコ〈10〉 - 濱田ここね
- 咲子〈10〉 - 戸高花暖
- おハルさん〈72〉 - 樹木希林
- 中津先生〈25〉 - 中村蒼

### スタッフ
- 原作 - 東直子『いとの森の家』
- 脚本 - 坂口理子
- 音楽 - 三柴恵
- 製作統括 - 福島広明
- 演出 - 木寺一孝
- 制作・著作 - NHK福岡放送局

### 受賞歴
- 第42回放送文化基金賞[8]
  - 【番組部門】テレビドラマ番組 奨励賞
  - 【番組部門】演技賞（樹木希林）[9]